# Salice Salentino riserva
Il Salice Salentino riserva è un vino DOC la cui produzione è consentita nelle province di Brindisi e Lecce.

## Caratteristiche organolettiche
- colore: rosso rubino più o meno intenso.
- odore: vinoso, etereo caratteristico, gradevole e intenso.
- sapore: pieno, asciutto, robusto ma vellutato, caldo, armonico.

## Produzione
Provincia, stagione, volume in ettolitri
- Lecce  (1991/92)  840,0
- Lecce  (1992/93)  1934,18
- Lecce  (1995/96)  14067,3